# Тулубай
Тулуба́й — река в России, протекает в Республике Башкортостан. Устье реки находится в 33 км по правому берегу реки Большая Уртазымка. Длина Тулубая составляет 16 км. Правый приток — Кувандык.

## Данные водного реестра
По данным государственного водного реестра России, Тулубай относится к Уральскому бассейновому округу. Водохозяйственный участок реки — Урал от Магнитогорского гидроузла до Ириклинского гидроузла. Речной бассейн Тулубая — Урал (российская часть бассейна).
Код объекта в государственном водном реестре — 12010000312112200002400.